# 제천 경은사 강희오십년명 석감
제천 경은사 강희오십년명 석감(堤川 慶恩寺 康熙五十年銘 石龕)은 충청북도 제천시 백운면 평동리, 경은사에 있는 조선시대의 석감이다. 2008년 7월 25일 충청북도의 유형문화재 제295호로 지정되었다.

## 개요
경은사는 태백산맥 치악산의 지맥인 구학산 기슭에 자리한 사찰로 대한불교 조계종 제25교구 본사 봉선사의 말사이다.
사찰 뒤로 기암괴석이 봉우리를 이루고 앞으로 도덕봉 너머로 박달령 옛길이 보인다. 이 사찰은 조선 중기에 탄명 스님이 수행하던 곳이었다고 구전되며 도덕암 혹은 백운암이라고 불리었다. 빈터로 전해오던 곳에 작은 토굴을 마련하여 명맥을 잇던 것을 1939년에 화재로 전소하였다. 1942년 인법당을 재건하고 지금의 사명인 경은사로 개칭하였다.
석감은 1985년 대웅전 법당 신축에 따른 뒤편의 석축공사시 출토되었다. 명문을 살펴보면 강희 오십년(1711년, 숙종 37년)에 탄명선사가 동방지구왕 천왕을 봉안하기 위하여 조성하였음을 알 수 있다.
이 석감은 활석 긴사각형으로 만들고 하단부에 턱을 만들고 그 위의 중심부를 길게 감실형태로 파놓았다. 함께 출토된 유물은 분실하였고 출토 시 내부에 아무런 유물이 없었다. 석감은 긴사각형 형태로 뒷면에는 4행 22자의 명문이 남아 있고 「강희오십년신묘육월일탄명비구조성석실봉헌천왕(康熙五十年辛卯六月日坦明比丘造成石室奉獻天王)」, 좌측면에는 사각형 액(額)안에 4행(行) 27자(字)의 명문(銘文)「강희오십년신묘육월일 탄명비구조성석실 헌우동방지구왕 천왕전(康熙五十年辛卯六月日 坦明比丘造成石室 獻于東方持口王 天王前)」이라 음각하였다.
명문에서 밝혀진 바와 같이 조성연대인 강희(康熙) 50년(五十年)(1711년, 숙종(肅宗) 37年)과 조성한 주인공이 사기에 나오는 탄명선사(坦明禪師)임을 알 수 있고 동방지구왕천왕(東方持口王天王)을 봉안(奉安)하였음을 알 수 있다.
오른쪽 측면에도 긴 사각형의 액형(額形)을 마련하였으나 그 내면에는 명문이나 문양 등이 없으며 하면은 평평하다. 실측치는 전고 (全高)30cm, 상면폭(上面幅) 14cm, 하면폭(下面幅) 13.5cm, 감실(龕室)내부 높이 12cm, 너비 6.5～6.7cm, 깊이 5.8～6.0cm이다.
이 석감은 연질의 활석 조성이어서 명문을 음각하기가 쉬웠을 것으로 판단되며 이 명문에 의하여 조성한 주인공과 조성연대, 봉안처 등을 확실하게 알 수 있게 한다.
이 석감은 상태와 보존이 양호하며 뒷면과 측면의 명문에 의하여 조성(造成) 주인공(主人公)과 연대(年代)를 확실히 알 수 있을 뿐만 아니라 석감자체가 희귀한 유물로 평가되기 때문에 중요 연구 자료임은 물론 불교 성보(聖寶)로서 조선시대 후기의 대표적인 석감으로 그 작례가 많지 않아 희귀성을 간직하고 있다.

## 참고 자료
- 제천 경은사 강희오십년명 석감 - 국가유산청 국가유산포털